# Artemísia II de Cària
Artemísia o Àrtemis II de Cària (en grec antic Ἀρτεμισία Artemisia) va ser una reina de Cària, germana, esposa i successora de Mausol.
Era filla d'Hecatonmos o Hecatompos, fundador de la dinastia hecatònmida i, després de la mort del seu germà i marit (Mausol), va regnar com a sàtrapa dos anys, del 352 aC al 350 aC. Va ser molt curosa amb el rei de Pèrsia Artaxerxes II, de qui depenia, però va portar, com el seu marit, una política independent respecte a Grècia. Era partidària de l'oligarquia i va ajudar el partit oligàrquic de Rodes. És famosa pel magnífic monument funerari, el Mausoleu, que va construir al seu germà i marit, Mausol, i que va ser considerat una de les set meravelles del món i va donar nom als monuments funeraris.
A la reina, se li va dedicar un monument a l'illa de Rodes erigit per commemorar la seva dominació sobre l'illa. Quan els rodis van recuperar la independència, el van fer inaccessible. La va succeir Idrieu, germà seu, casat amb Ada, que també era la seva germana. Plini diu que era experta en l'art de la medicina i que va donar nom a una herba medicinal que ja coneixia Hipòcrates, l'artemisa.